# Le Chiendent
Pour les articles homonymes, voir Chiendent.
Le Chiendent est un roman de Raymond Queneau publié le 11 octobre 1933 aux éditions Gallimard et ayant reçu le tout premier prix des Deux Magots la même année.

## Résumé
Étienne Marcel est un jeune employé de banque, propriétaire d'une villa inachevée dans la banlieue parisienne. Il est marié à une belle femme plus âgée que lui, Alberte, qui a un fils adolescent d'un premier lit, Théo. En rentrant du travail, il attire un jour l'attention de Pierre Le Grand, oisif rentier qui passe le temps à observer les gens de la terrasse d'un café. À la grande surprise de Pierre, Étienne qui n'était qu'une silhouette devient « un être plat » et prend de plus en plus de consistance. Il décide de le suivre pour voir ce qu'entraînera cette transformation. Tandis qu'Étienne réalise sur sa vie des choses qu'il n'avait jamais vues avant (il devient le client d'une friterie de Blagny), Narcense, jeune saxophoniste au chômage, tombe amoureux d'Alberte et se heurte au mouchardage de Théo. Les quiproquos s'enchaînent et prennent une dimension importante lorsque Pierre et Étienne, qui ont fini par faire connaissance, s'intéressent à une porte appartenant à un vieux clochard de Blagny, le père Taupe, et dont il refuse de se séparer. Mme Cloche, la sœur du propriétaire de la friterie, en déduit qu'il s'agit de bandits internationaux et que le clochard est en fait riche à millions. Elle persuade Ernestine, la jeune bonne de son frère, d'épouser le père Taupe mais celle-ci meurt empoisonnée par son mari qui, ayant deviné le malentendu, voulait lui éviter d'apprendre la vérité. En fait, la porte que volent Narcense et son concierge, Saturnin Belhôtel (le frère de Mme Cloche) n'a qu'une valeur sentimentale : les prénoms du Père Taupe et d'un amour de jeunesse y sont gravés.
Avec la fin de la chasse au trésor, les personnages se rencontrent moins souvent et Étienne perd peu à peu cette consistance qui l'avait plongé dans des réflexions métaphysiques. La guerre éclate contre les Étrusques. Étienne et Saturnin sont mobilisés. Narcense refuse son sort et vit un temps avec Alberte à Paris avant d'être fusillé comme déserteur. Pierre Le Grand, parti à l'étranger, disparaît de l'histoire. Théo, resté seul avec un nain parasite qui a emménagé chez les Marcel, met en place une maison close. La guerre n'en finit pas et les années passent. Un jour, il ne reste plus dans l'armée française qu'Étienne et Saturnin, nommés maréchaux et qui se sont liés d'amitié. La reine des Étrusques les invite à dîner pour célébrer leur défaite. Ils découvrent à leur grande surprise qu'il ne s'agit de nulle autre que Mme Cloche. Les trois personnages évoquent le passé avec nostalgie et le livre qui raconte leur vie, puis Mme Cloche regrette de s'être laissée avoir par cette histoire de porte. Sur le conseil de Saturnin, ils décident donc de revenir en arrière et se retrouvent exactement au point où ils en étaient au début du roman. Pierre, au café, regarde la silhouette d'Étienne sortir de la banque au milieu des autres.

## Éditions
- Le Chiendent, éditions Gallimard, 1933.